# Pallacanestro Senigallia
La Pallacanestro Senigallia S.S.D. a R.L. è una società di Pallacanestro del comune di Senigallia. Attualmente disputa il campionato di Serie B.

## Storia

Il verbale della Fondazione della società

Creata la nuova società con la denominazione Pallacanestro Senigallia, nello storico giorno di giovedì 20 settembre 1979 come riportato nel verbale dell'atto costitutivo, nello stesso anno si iscrisse alla FIP. 
Il primo campionato della nuova società venne disputato nella stagione 1980-81, partecipando al campionato di Promozione con lo sponsor Emmesole. La classifica finale vide, la squadra allenata da coach Baldelli, giungere seconda a 2 punti dall'unica squadra promossa nel campionato di serie D, la Falco Pesaro.
La stagione successiva, 1981-82, con l'avvento del nuovo sponsor Ideal Form Team, arrivo la promozione in serie D nello spareggio del Palaveneto di Ancona, spareggio vinto per 91-88 contro il Recanati (nella stagione regolare la squadra era arrivata al secondo posto a 2 punti dal Madras Pesaro). In quella stagione il salto di qualità si ebbe con l'arrivo di Alberto Oliveti dal Fabriano, ma con trascorsi anche a Pesaro.
Nel primo anno di serie D nella stagione 1982-83, Senigallia si classificò al 4º posto al termine della stagione regolare, posizione che gli permise di partecipare ai playoff per la promozione in serie C2. Purtroppo venne sconfitta, in due gare, dal Campli.
Nella stagione 1986-87 Carlo Tamburini ritornò per la sua terza stagione a Senigallia. Anche se la squadra stava ottenendo dei buoni risultati, con 7 vittorie e 5 sconfitte, Tamburini fu esonerato dopo la partita della 12ª giornata del 14 dicembre 1986, persa in casa contro Ascoli per 75 a 76. Purtroppo lo spogliatoio aveva iniziato a non seguire più il tecnico anconetano. Al termine del girone di andata della stagione 1991-92, venne esonerato coach Franco Cinciarini subito dopo la sconfitta del 19 gennaio 1992 in trasferta sul campo di Osimo. La situazione si era fatta preoccupante con Senigallia invischiata nei bassifondi della classifica con solo sei vittorie. Il posto di Cinciarini venne preso dal suo assistente Massimo Scrima, ex giocatore della pallacanestro Senigallia, con il nuovo allenatore le cose iniziarono subito a migliorare e al termine della stagione la squadra ottenne una tranquilla salvezza con 16 vittorie e 14 sconfitte.
Nella seconda stagione di coach Marcello Chiodoni, 1996-97, l'inizio è ottimo con 5 vittorie in 7 incontri. Ma da quel momento in poi la squadra subì ben 6 sconfitte consecutive che portarono all'esonero del coach al termine della gara casalinga contro il Cagli del 12 dicembre 1997. La settimana successiva fece il suo esordio, sulla panchina senigalliese, Antonio Gallucci. Il giocatore che dopo 10 anni in maglia biancorossa, aveva smesso di giocare 4 anni prima. L'esordio non fu positivo perdendo in casa della Tecnolift Porto san Giorgio, ma nella settimana successiva arrivò per lui la prima vittoria in casa contro il Matelica. Il girone di ritorno si dimostrò più difficile del previsto con solo 5 vittorie che portarono la squadra del presidente Maestri al quartultimo posto finale, posizione che non bastò per ottenere la salvezza.
La stagione 2015-16 trova di nuovo la Goldengas in serie B ancora con coach Alessandro Valli in panchina.
È una squadra molto senigalliese, con i vari Matteo Marinelli, Nicola Catalani, Sergio Maddaloni, Fabrizio Pasquinelli, ma tra i giovani c’è anche tra gli altri il figlio d’arte Edoardo Del Cadia, che poi finirà a giocare in Ncaa. La B, tornata unica, è il terzo livello del basket italiano e dunque il 7º posto finale vale la qualificazione ai play-off per la serie A2: qui però la Poderosa Montegranaro è troppo forte e vince il quarto di finale in due partite.
La stagione 2016-17 inizia nel peggiore dei modi con gli infortuni di Fabio Giampieri, Mirco Pierantoni e Federico Bargnesi. Il girone d'andata si chiude con 7 vittorie, che visti gli infortuni, potevano essere considerate un buon risultato in vista della seconda parte di campionato. Gennaio inizia con un fatto insolito per la società senigalliese, infatti viene ceduto alla società di Bergamo, Nicola Bastone, contemporaneamente arriva al suo posto l'italo/senegalese Yande Fall dalla Scaligera Verona. Il girone di ritorno vede i ragazzi di coach Valli scalare la classifica e raggiungere i play-off con due giornate di anticipo sulla fine del campionato. Il campionato termina con le due gare di play-off contro il Cuore Basket Napoli, prima classificata del girone C.
Il 2017-18 è anno di grandi novità. Se la società e lo sponsor rimangono ancora una volta gli stessi, cambia invece dopo 5 anni il coach, col debuttante in serie B Stefano Foglietti, già giocatore di ottimo livello che aveva incrociato Senigallia in campo e che ora sale in cadetteria dopo una lunga e positiva militanza in serie C nel pesarese. Arrivano a Senigallia due dei giocatori più forti visti da queste parti: l'ala-pivot Lorenzo Tortù e il play-guardia italo-argentino Emiliano Paparella. I due danno spettacolo chiudendo al primo e al secondo posto la classifica dei marcatori, e guidano la squadra al quinto posto. A quasi 37 anni capitan Pierantoni disputa una delle sue migliori stagioni, Giampieri si conferma, Michael Bertoni e Federico Ricci, proveniente da Alessandria, si dimostrano cambi affidabili, così come la regia, che non schiera più Gnaccarini e Caverni, ma il giovane Marco Giacomini. 
Nei play-off, però, anche stavolta lo scoglio quarto di finale è troppo duro: Salerno, big costruita per vincere nel girone D, deve tuttavia aggiudicarsi la bella in casa per accedere alla semifinale perché nell'infrasettimanale Senigallia si conferma osso duro per tutti al PalaPanzini, pareggiando la serie sull’1-1.
Meritata la riconferma di coach Foglietti, che nel 2018-19 non ha più però Tortù e Paparella, molto corteggiati sul mercato dopo una stagione super, con l’argentino che – premiato come sportivo senigalliese dell’anno – viene ingaggiato dall’ambizioso Fabriano: al ritorno da avversario a Senigallia, per lui, però, ci sono solo applausi dai suoi ex tifosi che ne comprendono la scelta.
A Senigallia c’è anche il ritorno di Umberto Badioli come direttore dell’area tecnica, mentre una seconda squadra biancorossa, composta da giovanissimi, viene iscritta alla serie D sponsorizzata BG Corium.
Rimangono Ricci, Pierantoni, Giacomini, Giampieri, Maggiotto, torna dopo molti anni Giacomo Gurini, arriva da Pesaro un altro Ricci, il play guardia Matteo, mentre la collaborazione con la Vuelle porta i giovani Crescenzi e Morgillo. 
Ancora nel girone C di centro sud, Senigallia fa poco peggio dell’anno prima e finisce sesta: per un curioso scherzo del destino nei play-off c’è ancora una volta Salerno, terzo nel gruppo D, coi campani che stavolta vincono in due partite.

Il 2019-20 è un anno sofferto per la società, che a settembre festeggia 40 anni di vita dalla fondazione del 1979, ricordati con una maglia celebrativa. In campo, la Goldengas di Foglietti per la prima volta è invischiata nei bassifondi dopo molte stagioni da protagonista. Il Covid arriva a febbraio 2020 a interrompere la stagione: lo stop arriva proprio dopo la vittoria interna nel derby contro Ancona. In quel momento Senigallia è in zona play-out con 16 punti in 22 partite e Giacomo Gurini è capocannoniere a 18 di media. Il torneo viene sospeso senza promozioni e retrocessioni, né play-off né play-out.
La Goldengas – con i riconfermati Giacomini, Gurini, Pierantoni, i rientranti Filippo Cicconi Massi, figlio di Giacomo e Paparella e i nuovi Simone Pozzetti, Matteo Caroli e Antonio Valentini – avrebbe avuto comunque ancora tutte le carte in regola per arrivare almeno alla salvezza diretta in una classifica molto corta. Il covid non l’ha permesso, beffando tra gli altri Alberto Conti, giovane scuola Virtus Bologna al debutto in maglia biancorossa per pochi minuti proprio nella partita vittoriosa contro Ancona, la sua prima e ultima a Senigallia, e ancor più beffando la squadra di Fabriano, fermata quando era in testa da sola alla stagione regolare.

Nel torneo 2020-21 il covid non è scomparso e infatti la formula della terza serie nazionale cambia ancora: due le fasi previste i cui punti alla fine si assommano in un girone unico a 16 squadre, giocato di fatto senza pubblico e con le società sempre più alle prese con le difficoltà organizzative ed economiche per i mancati incassi, i costi dei tamponi covid e addirittura il rischio di non poter utilizzare il proprio palas, come a Senigallia, dove solo dopo lunghe discussioni, e una battaglia anche mediatica che su giornali e social coinvolge molti tifosi, alla Goldengas viene concesso di utilizzare il PalaPanzini, in un primo momento chiesto a tempo indeterminato per le vaccinazioni.
La squadra, tra l’altro, già aveva giocato una partita a Pesaro, alla palestra Celletta, unico match interno non disputato nella storia societaria nell’impianto di via Capanna assieme a quello play-off contro il Pescara nel 2014, quando Senigallia giocò a Jesi a causa dell’alluvione. 
Contro i veneti del San Vendemiano, la Goldengas proprio a Pesaro gioca la sua migliore prova stagionale, ma poi la squadra allenata da un coach di grande valore tecnico e umano come l’ex serie A Riccardo Paolini, cala, col coach che rassegna le dimissioni, un fatto praticamente senza precedenti a Senigallia. Viene promosso il vice Gabriele Ruini, ancora affiancato da Andrea Peverada: i due conducono la Goldengas ai play-off dopo il settimo posto nella stagione regolare, e anche se alla fine il Taranto vince 3-1 eliminando i biancorossi ai quarti, la stagione può essere archiviata come davvero molto positiva.
Ancora una volta l’ambiente senigalliese si conferma inoltre ideale per lanciare giocatori: emergono l’ottima guardia Peroni, secondo tra i marcatori, l'altro esterno Conte, si confermano Pozzetti, Giacomini, Cicconi Massi, Pierantoni e Gurini, mentre trovano spazio pure gli under pesaresi Giunta e Centis.
È l'anno della svolta a Senigallia, dove Sonia Fileri diventa la prima donna presidente nella storia cestistica senigalliese, subentrando a Claudio Moroni dopo 23 anni di presidenza consecutivi (26 totali). 
Nuovo vice-presidente è Luigi Giacomelli.
Nuovo anche il direttore generale, Federico Ligi, anche se per lui si tratta di un ritorno: novità assoluta il coach, il pesarese, a lungo fuori regione, Andrea Gabrielli, da anni lontano dalla B.
Il coach però si rivelerà acquisto azzeccato, con una impronta difensiva evidente data ad una squadra ringiovanita e quasi tutta nuova. Del passato rimangono soltanto Filippo Cicconi Massi e Marco Giacomini, nuovo capitano al posto di Mirco Pierantoni che continua a giocare in categoria inferiori, tornando al Palas per il ritiro della sua storica maglia numero 5, indossata per 551 volte solo in campionato con 4.902 punti.
I nuovi Lorenzo Varaschin, Alberto Bedin, Filippo Giannini, Luca Bedetti nelle Marche sono poco conosciuti, ma disputano tutti un torneo sopra le righe, ben spalleggiati da Francesco Gnecchi e Lorenzo Calbini e dai giovani del vivaio Terenzi, Figueras, Giuliani, Rossini, Fabbri, Venturi. Senigallia si fa rispettare in casa, brilla nei derby contro Jesi, Ancona, Civitanova e Montegranaro, e chiude sesta nel girone, ma è nei play-off che centra l’impresa: senza più Giannini e Bedetti infortunati, la Goldengas espugna Bisceglie in gara 1, si porta 2-1 vincendo gara 3 ma poi, stanca e corta nelle rotazioni, subisce un pesante -44 in casa in gara 4. Sembra finita ancora una volta ai quarti, ma Senigallia vince gara 5 in Puglia 48-49. Per la prima volta, Senigallia è in semifinale e mai così vicina alla serie A2: nel penultimo atto verso la promozione la Sebastiani Rieti è troppo forte e si aggiudica la serie 3-0..

## Cronistoria
| Livello | Categoria        | Partecipazioni | Debutto | Ultima stagione | Totale |
| ------- | ---------------- | -------------- | ------- | --------------- | ------ |
| 3º      | B d'eccellenza   | 3              | 2004-05 | 2006-07         | 12     |
| 3º      | A Dilettanti     | 1              | 2010-11 | 2010-11         | 12     |
| 3º      | B                | 8              | 2015-16 | 2022-23         | 12     |
| 4º      | B                | 2              | 2002-03 | 2003-04         | 11     |
| 4º      | B                | 1              | 2014-15 | 2014-15         | 11     |
| 4º      | B2               | 1              | 2007-08 | 2007-08         | 11     |
| 4º      | B Dilettanti     | 2              | 2008-09 | 2009-10         | 11     |
| 4º      | B Dilettanti     | 1              | 2011-12 | 2011-12         | 11     |
| 4º      | DNB              | 2              | 2012-13 | 2013-14         | 11     |
| 4º      | B Interregionale | 2              | 2023-24 | 2024-25         | 11     |
| 5º      | Serie C          | 3              | 1986-87 | 1994-95         | 10     |
| 5º      | C1               | 1              | 2001-02 | 2001-02         | 10     |
| 6º      | C2               | 2              | 1984-85 | 1985-86         | 7      |
| 6º      | C2               | 2              | 1995-96 | 1996-97         | 7      |
| 6º      | C2               | 3              | 1998-99 | 2000-01         | 7      |
| 7º      | Serie D          | 2              | 1982-83 | 1983-84         | 3      |
| 7º      | Serie D          | 1              | 1997-98 | 1997-98         | 3      |
| 8º      | Promozione       | 2              | 1980-81 | 1981-82         | 2      |

## Coppa Italia
- 2003-04: Semifinale
  - Barzetti Senigallia - Monza 68-58
  - Monza - Barzetti Senigallia 91-66
- 2005-06: Qualificazione
  - Goldengas - Forlì 84-74
  - Scavolini - Goldengas 82-62
  - Forlì - Goldengas 95-83
  - Ozzano - Goldengas 74-56
  - Goldengas - Ozzano 85-73
  - Goldengas - Scavolini 70-74 DTS
- 2006-07: Qualificazione
  - Goldengas - Stamura 68-61
  - Stamura - Goldengas 94-73
  - Goldengas - Osimo 52-59
  - Osimo - Goldengas 81-80 DTS
- 2007-08: Qualificazione
  - Goldengas - Civitanova 93-77
  - Castrocaro - Goldengas 71-72
  - Goldengas - Stamura 78-74
  - Civitanova - Goldengas 85-84
  - Goldengas - Castrocaro 102-99
  - Stamura - Goldengas 71-75
- Ottavi di finale
  - Olbia - Goldengas 81-68
- 2009-10: 1º turno
  - Goldengas - Stamura 86-57
  - Stamura - Goldengas 52-77
- 2º turno
  - Goldengas - Faenza 79-59
  - Faenza - Goldengas 80-71
- Concentramento qualificazione finali (Scauri)
  - Goldengas - Scauri 69-68 (semifinale)
  - Goldengas - Recanati 89-86 DTS (finale)
- Finali Coppa Italia (Foligno)
  - Piacenza - Goldengas 88-70 (quarti)
- 2010-11: 1º turno
  - Goldengas - Osimo 75-42
  - Goldengas - Perugia 69-67
- 2º turno
  - Goldengas - Virtus Siena 55-58
- 2020-21: Qualificazione
  - Jesi - Goldengas 78-53
  - Goldengas - Il Campetto Ancona 84-97
  - Sutor Montegranaro - Goldengas 25-85
- 2021-22: Supercoppa 
  - Goldengas - Jesi 75-71
  - Rimini - Goldengas 58-70
  - Il Campetto Ancona - Goldengas 67-64
- 2022-23: Supercoppa
  - Goldengas - Jesi 74-64
  - Goldengas - Faenza 79-71
  - Goldengas - Costa Imola 74-71
  - Roseto - Goldengas 85-50

## Roster 2024-2025
|    | Naz.                                     | Ruolo | Sportivo           | Anno | Alt. | Peso |  |
| -- | ---------------------------------------- | ----- | ------------------ | ---- | ---- | ---- |  |
| 2  | Italia (bandiera)                        | C     | Marco Venga        | 2003 | 191  | 90   |  |
| 3  | Italia (bandiera)                        | G     | William Clementi   | 1997 | 186  |      |  |
| 7  | Italia (bandiera)                        | P     | Marco Giacomini    | 1994 | 182  |      |  |
| 9  | Italia (bandiera)                        | A     | Tommaso Maiolatesi | 2001 | 192  | 75   |  |
| 10 | Italia (bandiera)                        | GA    | Giovanni Sablich   | 2005 | 195  |      |  |
| 11 | Italia (bandiera) · Mali (bandiera)      | AC    | Séga Tamboura      | 2005 | 205  | 90   |  |
| 12 | Italia (bandiera)                        | P     | Tommaso Druda      | 2004 | 186  |      |  |
| 15 | Italia (bandiera)                        | A     | Pietro Sablich     | 2003 | 197  |      |  |
| 22 | Italia (bandiera)                        | P     | Jacopo Soviero     | 2001 | 190  | 85   |  |
| 41 | Argentina (bandiera) · Italia (bandiera) | A     | Andrés Landoni     | 1990 | 205  |      |  |
| 59 | Italia (bandiera)                        | G     | Fabio Giampieri    | 1993 | 192  | 87   |  |

### Staff tecnico
| Allenatore: | Gian Marco Petitto | Assistente: | Gabriele Marini | Preparatore Fisico: | Simone Bettini | Fisioterapista: | Luca Campagnolo |

## Numeri ritirati e record personali
- Dopo aver giocato nel 2003-04 la sua sesta ed ultima stagione con la maglia biancorossa, nella stagione successiva la società decise di ritirare la maglia numero 14 di Matteo Minelli. In questo periodo la squadra disputa in sequenza una semifinale di C2, vince la serie C2, vince la serie C1, disputa due finali di serie B2.
- Il 12 marzo 2019 in occasione della partita sul campo di Corato, Mirco Pierantoni, raggiunge le 500 presenze in campionato con la maglia biancorossa dal suo esordio nel 2001.
- Lo stesso Pierantoni, il 17 dicembre 2017 nell'incontro casalingo contro il Valdiceppo Perugia, raggiunge quota 4.000 punti realizzati con la maglia della Pallacanestro Senigallia.
- Dopo aver giocato nel 2020-21 la sua diciottesima ed ultima stagione con la maglia biancorossa, nella stagione successiva la società decise di ritirare la maglia numero 5 di Mirco Pierantoni.

## Allenatori, presidenti e capitani
- 1980-81: Rodolfo Baldelli (20-6)
- 1981-82: Rodolfo Baldelli (15-5) (1-0)
- 1982-83: Fausto Paolucci (18-8) (0-2)
- 1983-84: Carlo Tamburini (20-8) (2-1)
- 1984-85: Carlo Tamburini  (15-11) (1-2)
- 1985-86: Giovanni Paolini (15-11)
- 1986-87: Carlo Tamburini (7-5) poi Giovanni Paolini (8-10)
- 1987-88: Giovanni Paolini  (21-9)
- 1988-89: Giovanni Paolini  (18-12)
- 1989-90: Franco Cinciarini (16-14)
- 1990-91: Franco Cinciarini  (17-13)
- 1991-92: Franco Cinciarini (6-9) poi Massimo Scrima  (10-5)
- 1992-93: Paolo Regini  (18-12)
- 1993-94: Paolo Regini  (8-22)
- 1994-95: Paolo Regini  (3-27)
- 1995-96: Marcello Chiodoni  (15-15)
- 1996-97: Marcello Chiodoni (5-8) poi Antonio Gallucci (6-11)
- 1997-98: Francesco Clementi  (26-4)
- 1998-99: Francesco Clementi  (23-7)
- 1999-2000: Francesco Clementi  (20-10) (0-2)
- 2000-01: Umberto Badioli  (25-5) (4-1)
- 2001-02: Umberto Badioli  (18-8) (4-2)
- 2002-03: Umberto Badioli  (20-10) (4-3)
- 2003-04: Umberto Badioli  (24-6) (5-4)
- 2004-05: Gianluigi Galetti  (13-17) (2-0)
- 2005-06: Piero Bianchi  (8-22) (2-0)
- 2006-07: Piero Bianchi  (10-20) (0-2)
- 2007-08: Simone Simoncioni  (13-13) (1-2)
- 2008-09: Paolo Regini  (15-11) (1-2)
- 2009-10: Paolo Regini  (21-9) (6-2)
- 2010-11: Paolo Regini  (11-19)
- 2011-12: Paolo Regini  (18-12) (3-2)
- 2012-13: Alessandro Valli  (14-16)
- 2013-14: Alessandro Valli  (16-14) (1-2)
- 2014-15: Alessandro Valli (20-6) (1-2)
- 2015-16: Alessandro Valli (15-15) (0-2)
- 2016-17: Alessandro Valli (16-14) (0-2)
- 2017-18: Stefano Foglietti (17-13) (1-2)
- 2018-19: Stefano Foglietti (16-12) (0-2)
- 2019-20: Stefano Foglietti (8-14)
- 2020-21: Riccardo Paolini (6-9) poi Gabriele Ruini (4-3) (1-3)
- 2021-22: Andrea Gabrielli (18-12) (3-5)
- 2022-23: Paolo Filippetti (13-15) (1-3)
- 2023-24: Andrea Gabrielli (21-9) (0-2)
- 2024-25: Gian Marco Petitto (16-15)

- 1980-1981: Caramia
- 1981-1982: Luciano Quagliarini
- 1982-1989: Tommaso Rossi
- 1989-1992: Claudio Moroni
- 1992-1998: Dino Maestri
- 1998-2021: Claudio Moroni
- 2021-2025: Sonia Fileri

- 1980-1982: Maurizio Girolimetti
- 1982-1983: Maurizio Alessandroni
- 1983-1984: Alberto Oliveti
- 1984-1993: Antonio Gallucci
- 1993-1995: Giacomo Cicconi Massi
- 1995-1996: Roberto Ciaroni
- 1996-1999: Giacomo Cicconi Massi
- 1999-2002: Matteo Granarelli
- 2002-2005: Marco Paialunga
- 2005-2006: Matteo Panichi
- 2006-2007: Paolo Graziani
- 2007-2021: Mirco Pierantoni
- 2021-2025: Marco Giacomini

## Allenatori
- 222 Paolo Regini
- 156 Alessandro Valli
- 143 Umberto Badioli
- 104 Giovanni Paolini
- 92 Francesco Clementi
- 85 Stefano Foglietti
- 75 Franco Cinciarini
- 72 Carlo Tamburini
- 70 Andrea Gabrielli
- 64 Piero Bianchi
- 47 Rodolfo Baldelli
- 43 Marcello Chiodoni
- 32 Gianluigi Galetti
- 32 Paolo Filippetti
- 31 Gianmarco Petitto
- 29 Simone Simoncioni
- 28 Fausto Paolucci
- 17 Antonio Gallucci
- 15 Massimo Scrima
- 15 Riccardo Paolini
- 11 Gabriele Ruini

- 104 Umberto Badioli
- 104 Paolo Regini
- 83 Alessandro Valli
- 69 Francesco Clementi
- 62 Giovanni Paolini
- 45 Carlo Tamburini
- 42 Stefano Foglietti
- 42 Andrea Gabrielli
- 39 Franco Cinciarini
- 36 Rodolfo Baldelli
- 20 Piero Bianchi
- 20 Marcello Chiodoni
- 18 Fausto Paolucci
- 16 Gianmarco Petitto
- 15 Gianluigi Galetti
- 14 Simone Simoncioni
- 14 Paolo Filippetti
- 10 Massimo Scrima
- 6 Antonio Gallucci
- 6 Riccardo Paolini
- 5 Gabriele Ruini

- 76,5% Rodolfo Baldelli
- 75,0% Francesco Clementi
- 72,7% Umberto Badioli
- 66,0% Massimo Scrima
- 64,2% Fausto Paolucci
- 62,5% Carlo Tamburini
- 60,0% Andrea Gabrielli
- 59,6% Giovanni Paolini
- 53,2% Alessandro Valli
- 55,3% Stefano Foglietti
- 52,0% Franco Cinciarini
- 48,2% Simone Simoncioni
- 46,8% Paolo Regini
- 46,8% Gianluigi Galetti
- 46,5% Marcello Chiodoni
- 45,0% Gabriele Ruini
- 44,0% Paolo Filippetti
- 42,8% Riccardo Paolini
- 35,2% Antonio Gallucci
- 31,2% Piero Bianchi

- 17-10 Umberto Badioli
- 10-6 Paolo Regini
- 3-3 Carlo Tamburini
- 3-7 Andrea Gabrielli
- 2-8 Alessandro Valli
- 1-0 Rodolfo Baldelli
- 1-2 Simone Simoncioni
- 1-3 Gabriele Ruini
- 1-3 Paolo Filippetti
- 1-4 Stefano Foglietti
- 0-2 Fausto Paolucci
- 0-2 Francesco Clementi

## Miglior realizzatore, atleti campionati disputati
- 1980-81: Luca Fiscaletti
- 1981-82: Alberto Oliveti
- 1982-83: Luca Fiscaletti
- 1983-84: Antoni Gallucci
- 1984-85: Antoni Gallucci
- 1985-86: Antoni Gallucci
- 1986-87: Antoni Gallucci
- 1987-88: Antoni Gallucci
- 1988-89: Antoni Gallucci
- 1989-90: Antoni Gallucci
- 1990-91: Roberto Ciaroni
- 1991-92: Antoni Gallucci
- 1992-93: Antoni Gallucci
- 1993-94: Rolando Basili
- 1994-95: Rolando Basili
- 1995-96: Roberto Ciaroni
- 1996-97: Rolando Basili
- 1997-98: Giacomo Cicconi Massi
- 1998-99: Matteo Minelli
- 1999-00: Matteo Minelli
- 2000-01: matteo Minelli
- 2001-02: Alessandro Rinolfi (404)
- 2002-03: Cristian Corsini
- 2003-04: Danilo Del Cadia
- 2004-05: Francesco Berlati
- 2005-06: Marco Pazzi (396)
- 2006-07: Marcello Filattiera
- 2007-08: Pierpaolo Bigi
- 2008-09: Pierpaolo Bigi
- 2009-10: Riccardo Esposito
- 2010-11: Marco Gnaccarini
- 2011-12: Fabrizio Facenda (468)
- 2012-13: Luca Giroli (350)
- 2013-14: Davide Perini (359)
- 2014-15: Riccardo Casagrande (369)
- 2015-16: Andrea Barsanti (328+19)
- 2016-17: Andrea Maggiotto (606+11)
- 2017-18: Lorenzo Tortù (586+61)
- 2018-19: Giacomo Gurini (544+25)
- 2019-20: Giacomo Gurini (360)
- 2020-21: Giacomo Gurini (290+90)
- 2021-22: Lorenzo Varaschin (380+83)
- 2022-23: Marco Giacomini (328+73)
- 2023-24: Kevin Brigato (433+25)

- 43 Antonio Gallucci – 22 ottobre 1988 @ Todi
- 43 Antonio Gallucci – 06 dicembre 1984 vs Cagli
- 42 Fabio Mancini – 05 marzo 1988 @ Forlì
- 40 Francesco Macchniz – 05 febbraio 2006 vs Palestrina
- 39 Marco Paialunga - 10 aprile 1993 vs Jesi
- 39 Antonio Gallucci – 07 maggio 1989 @ S.Benedetto
- 39 Antonio Gallucci – 01 ottobre 1989 vs Teramo
- 39 Antonio Gallucci – 01 aprile 1989 @ P.S.Elpidio
- 38 Giacomo Gurini – 25 novembre 2018 vs Corato
- 38 Cristian Corsini - 18 gennaio 2004 vs Cavriago
- 38 Leonardo Ridolfi – 24 marzo 1990 vs Forlì
- 37 Marco Giacomini - 26 marzo 2023 @ Fiorenzuola
- 37 Fabio Mancini – 06 febbraio 1988 @ Budrio
- 36 Matteo Battisti– 21 marzo 2015 @ Fondi
- 36 Antonio Gallucci – 06 gennaio 1985 vs Matelica
- 36 Alessandro Rinolfi - 18 gennaio 2002 @ Cesena
- 35 Emiliano Paparella – 18 febbraio 2018 @ Fabriano
- 35 Antonio Gallucci – 18 febbraio 1990 @ S.Benedetto
- 35 Antonio Gallucci – 05 dicembre 1987 vs Medicina
- 35 Antonio Gallucci – 30 novembre 1986 vs Matelica
- 35 Antonio Gallucci – 18 febbraio 1990 @ Forlì
- 35 Andrea Barsanti – 14 febbraio 2016 @ Pescara
- 34 Fabrizio Ercolini – 05 marzo 1989 @ teramo
- 34 Fabio Mancini – 05 dicembre 1987 vs Medicina
- 34 Antonio Gallucci – 12 novembre 1988 @ Cesena
- 34 Antonio Gallucci – 30 aprile 1989 vs Cagli
- 33 Giacomo Gurini - 31 marzo 2019 vs Pescara
- 33 Emiliano Paparella – 8 aprile 2018 vs Pescara
- 33 Fabio Mancini – 23 aprile 1988 @ Forlì
- 33 Antonio Gallucci – 29 gennaio 1989 vs Urbino
- 33 Antonio Gallucci– 09 aprile 1989 vs Perugia
- 33 Antonio Gallucci – 08 ottobre 1988 @ Umbertide
- 33 Antonio Gallucci – 01 aprile 1990 vs P.S.Elpidio
- 33 Antonio Gallucci – 26 marzo 1988 @ Medicina
- 33 Matteo Santucci - 13 novembre 2022 vs Matelica
- 32 Antonio Gallucci – 26 ottobre 1989 vs P.S.Elpidio
- 32 Antonio Gallucci – 27 novembre 1988 vs P.S.Elpidio
- 32 Antonio Gallucci – 23 aprile 1988 vs Forlì
- 32 Antonio Gallucci – 15 maggio 1985 vs P.S.Elpidio
- 32 Antonio Gallucci – 08 gennaio 1989 @ Cagli
- 32 Lorenzo Varaschin - 17 ottobre 2021 vs Jesi
- 31 Mirco Pierantoni – 02 dicembre 2018 @ San Severo
- 31 Lorenzo Tortù – 15 ottobre 2017 vs Teramo
- 31 Fabrizio Ercolini – 14 gennaio 1989 vs S.Benedetto
- 31 Andrea Maggiotto – 26 febbraio 2017 vs Bisceglie
- 31 Fabrizio Facenda – 01 aprile 2012 @ Villafranca
- 31 Elia Monticelli – 20 novembre 2011 @ Bassano
- 31 Antonio Gallucci – 29 ottobre 1989 @ Forlì
- 31 Antonio Gallucci – 18 maggio 1985 @ P.S.Elpidio
- 31 Antonio Gallucci – 24 aprile 1985 @ Matelica
- 31 Antonio Gallucci – 05 febbraio 1989 vs Umbertide

- 18: Mirco Pierantoni 2001-05,2007-21 (551g. - 4902pu.)
- 12: Marco Paialunga 1986-94,2001-05
- 12: Giacomo Cicconi Massi 1987-95,1996-99
- 11: Lamberto Ciarloni 1990-01
- 11: Lorenzo Ciarloni 1988-99
- 10: Antonio Gallucci 1983-93
- 9: Roberto Ciaroni 1989-98
- 9: Saverio Sarnari 1981-90
- 9: Nicola Catalani 2004-08,2010-11,2012-16
- 9: Sergio Maddaloni 2001-02,2003-04,2009-16
- 8: Marco Giacomini 2017-25 (236g.-2412pu.)
- 8: Gianluca Centanni 1984-92
- 8: Matteo Granarelli 1991-93,1994-95,1997-02
- 7: Rolando Basili 1986-88,1990-95,1996-97
- 7: Raffaele Bartoli 1994-01
- 7: Gianluca Zampa 1989-91,1992-96,1997-98
- 6: Matteo Minelli 1998-04
- 6: Marco Gnaccarini 2007-11,2015-17 (185g.-2155pu.)
- 6: Fabio Giampieri 2014-15,2016-19,2024-25 (151g.-1500pu.)
- 5: Filippo Maria Cicconi Massi (95g.-560pu.)
- 4: Andrea Maggiotto 2007-09,2016-17,2018-19 (120g.-1526pu.)
- 4: Michael Bertoni 2014-18 (118g.-405pu.)
- 4: Giacomo Gurini 2004-05,2017-21 (93g.-1405pu.)
- 3: Simone Pozzetti 2019-21 2022-23 (79g.-826pu.)
- 3: Gioele Figueras 2017-19,2021-22 (18g-15pu.)
- 3: Andrea Del Torto 2015-18 (7g.-3pu.)
- 3: Tommaso Maiolatesi (37g.-80pu.)
- 2: Andres Landoni 2023-2025 (23g.-431pu.)
- 2: Francesco Gnecchi 2021-23 (60g.-445pu.)
- 2: Davide Terenzi 2020-22 (29g.-45pu.)
- 2: Emiliano Paparella 2017-18,2019-20 (54g.-837pu.)
- 2: Alberto Angeletti 2016-18 (9g.-1pu.)
- 2: Michele Caverni 2015-17 (60g.-584pu.)

## Sponsor
- 1980-1981: Emmesole
- 1981-1984: Ideal Form Team
- 1984-1985: Icem
- 1985-1987: Sadori Gas
- 1987-1988: Cooperativa Generale Costruzioni
- 1988-1990: Pellegrini - CGC
- 1990-1991: Bottega dell'Albergo
- 1991-1993: Cooperativa Generale Costruzioni
- 1993-1994: Sadori Gas
- 1994-1996: -
- 1996-1998: NPS
- 1998-2004: Barzetti
- 2004-2025: Goldengas